# Budapest Bár

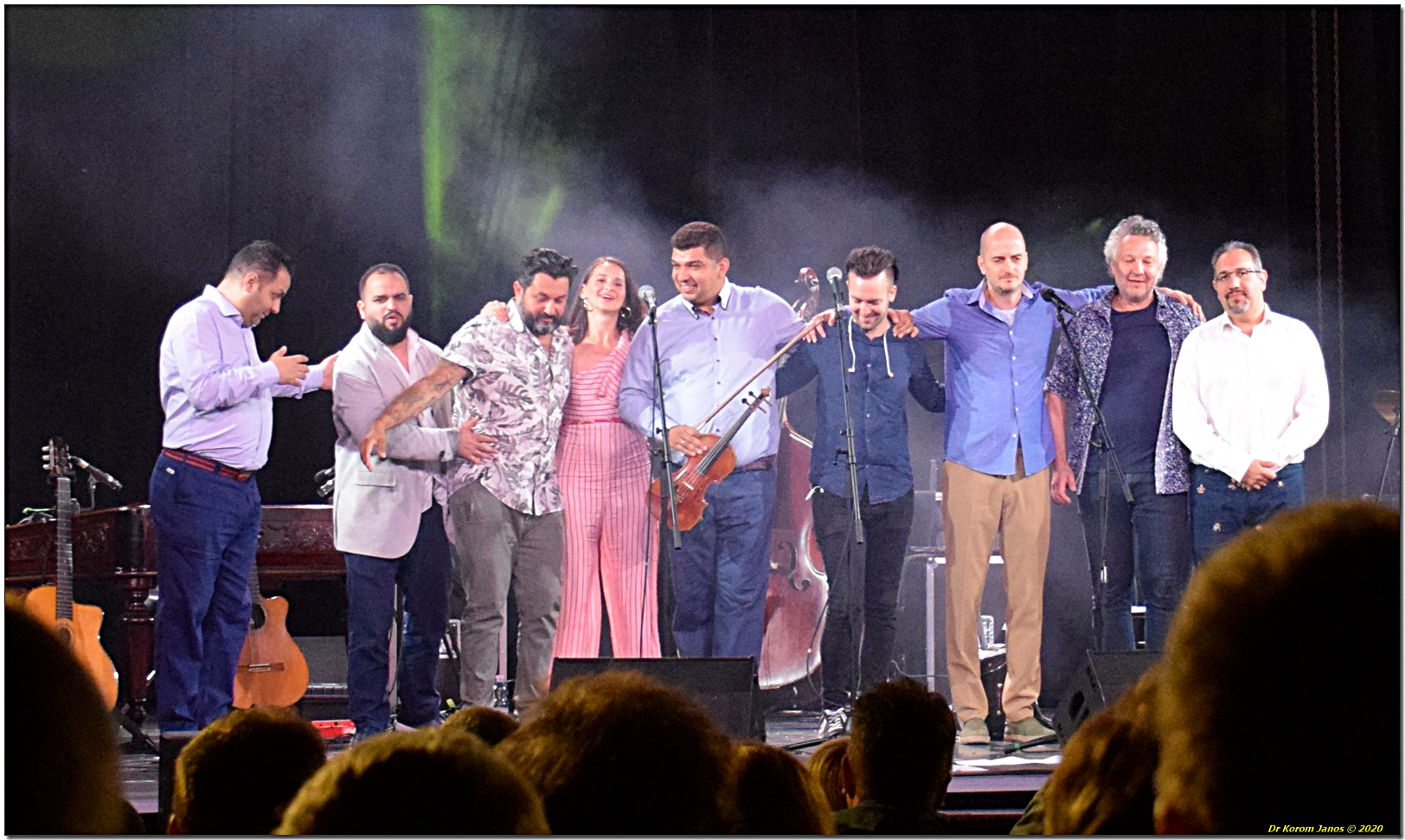
Budapest Bar (2020)

Budapest Bár ist eine ungarische Musikgruppe, die sich stilistisch in den Bereichen Pop, Jazz, Bossa Nova, Chanson, Filmmusik, Tango, Musik der Roma sowie traditioneller ungarischer Volksmusik bewegt.

## Werdegang
Leiter der Gruppe ist der Violinist und Gitarrist Róbert Farkas. Die weiteren Mitglieder sind Mihály Farkas am Cimbalom, Károly Ökrös an Akkordeon und Klavier, Richárd Farkas am Kontrabass und Ferenc Kisvári am Schlagzeug. Oftmals arbeitet die Gruppe zusätzlich mit Gastmusikern zusammen, wie etwa Dorottya Behumi, Juci Németh, Mélanie Pain, Bori Rutkai, Tania Saedi, Mazz Swift oder Béla Szakcsi Lakatos.
Stilistisch ist die Musik der Gruppe sehr vielseitig; so finden sich auf ihren Alben und in ihrem Programm Kompositionen von George Gershwin, Jimi Hendrix, Antônio Carlos Jobim, Oscar Peterson, Astor Piazzolla, Eric Satie, Rezső Seress und Charles Trenet.
Budapest Bár hat Konzerte in Ungarn, unter anderem beim Sziget-Festival, in verschiedenen Ländern Europas wie auch in Brasilien und den USA gegeben.

## Diskografie
- Budapest Bár Volume 1, EMI Hungary, 2007 (CD, HU: Platin)[1]
- Volume 2: Tánc, EMI Hungary, 2009 (CD/DVD, HU: Platin)
- Volume 3: Zene / Music, Sony Hungary, 2010 (CD, HU: Platin)
- Volume 4: Hoppá!, Sony Hungary, 2011 (CD, HU: Platin)
- Tánc - Koncertszínház, 2011 (CD/DVD)
- Szerdán tavasz lesz, 2013 (CD)
- Volume 5: Húszezer éjszakás kaland, 2014 (CD, HU: Gold)
- Klezmer, 2015 (CD)
- Ünnep,  Volume 6, 2016 (CD)
- Budapest Bár - Budapest Volume 7, 2017 (CD)
- Best Of Budapest Bár 10, 2017 (CD)
- Budapest Bár - Ha megtehetnéd Volume 8, 2020 (CD)
- Budapest Bár - Tiz után Volume 9, 2023 (CD)